# 瓦日涅 (捷普利克區)
48°41′51″N 29°41′23″E / 48.69750°N 29.68972°E
瓦日涅（烏克蘭語：Важне），是烏克蘭的村落，位於該國西南部文尼察州，由海辛區負責管轄，始建於1850年，面積0.11平方公里，海拔高度206米，2001年人口420，人口密度每平方公里3,750人。